# Carlo Romagnoli (pilota)
Carlo Romagnoli (Napoli, 27 maggio 1905 – Malta, 4 settembre 1941) è stato un aviatore e militare italiano, che fu un Asso pluridecorato della Regia Aeronautica. Partecipò alla guerra d'Etiopia, alla guerra civile spagnola e alla seconda guerra mondiale, conseguendo complessivamente 11 vittorie individuali, 13 in collaborazione, e 6 probabili. Decorato con la Medaglia d'oro al valor militare alla memoria, gli fu intitolato l'aeroporto di Caserta-Grazzanise.

## Biografia
Nacque a Napoli il 27 maggio 1905. Mentre frequentava la facoltà d'ingegneria divenne sottotenente di complemento del Regio Esercito, ed appassionatosi al mondo dell'aviazione, nel 1928 conseguì il brevetto di pilota d'aeroplano, e nel 1929 quello di pilota militare. Passato in forza alla Regia Aeronautica, nel 1931 fu trasferito in Cirenaica, partecipando alle ultime operazioni di polizia coloniale che avrebbero consentito di domare definitivamente la ribellione senussa nell'ambito della Riconquista della Cirenaica. Per il suo comportamento in Libia venne promosso tenente in servizio permanente effettivo. Rientrato in Patria nel corso dello stesso anno frequentò alcune Scuole di Volo. In previsione della guerra contro l'Etiopia fu mandato in Somalia, presso la 9ª Squadriglia, 25º Gruppo del 7º Stormo Bombardamento Terrestre, equipaggiata con velivoli Caproni Ca.101bis. Promosso capitano nel corso del 1935 fu trasferito in Eritrea presso la 118ª Squadriglia, equipaggiata con velivoli IMAM Ro.1, e poi al 49º Gruppo Autonomo (61ª Squadriglia e 64ª Squadriglia) dotato Caproni Ca.133. Per il valore dimostrato durante il conflitto fu insignito di una Medaglia di bronzo e di una Medaglia d'argento al valor militare.
Nel corso del 1936, dopo la fine delle operazioni belliche, rientrò in Patria per essere assegnato in forza al 50º Stormo d'Assalto basato sull'aeroporto di Ciampino sud. Nel 1937 lo Stormo fu equipaggiato con velivoli Breda Ba.64, Ba.65, AP.1 e Ro.41. 
Nel corso del febbraio dello stesso anno partì volontario per la guerra di Spagna, assegnato all'Aviazione Legionaria come comandante della 2ª Squadriglia IMAM Ro.37 costituita il 6 febbraio 1937 che assunse successivamente il nome di 128ª Squadriglia del 22º Gruppo Autonomo Osservazione Aerea "Le Linci", dotata dei ricognitori IMAM Ro.37 Lince del ten. col. Franciosa. Rimasto in Spagna fino al novembre dello stesso anno, in questo breve periodo fu promosso maggiore per meriti di guerra, e decorato con un'altra Medaglia d'argento al valor militare. Rientrato in Italia riprese servizio presso il 50º Stormo, ma poco tempo dopo fu trasferito al 5º Stormo d'Assalto del Campo della Promessa di Lonate Pozzolo rimanendovi fino al 1º gennaio 1940 quando rientrò in seno al 50º Stormo.
Dopo l'entrata in guerra del Regno d'Italia, il 10 giugno dello stesso anno, il 1º luglio fu nominato comandante del 10º Gruppo del 4º Stormo Caccia Terrestre operante sull'aeroporto di Berca, in Africa settentrionale, equipaggiato con i biplani da caccia Fiat C.R.42 Falco 
Il 4 gennaio 1941, nel corso della Battaglia di Bardia, che si combatte in Libia tra il 2 e il 5 gennaio, una formazione di 3 CR.42 della 91ª Squadriglia aeroplani da caccia che era inquadrata nel X Gruppo C.T. guidata dal Comandante di Gruppo maggiore Carlo Romagnoli, decollata per scortare una formazione di bombardieri Savoia-Marchetti S.M.79, affronta un numero imprecisato di Hawker Hurricane. I piloti dichiarano il sicuro abbattimento di 2 Hurricane a fronte di un CR.42 che non farà rientro alla base.
Logorato da un'intensa attività bellica lo Stormo rientrò in patria, basandosi sull'aeroporto di Gorizia, nel mese di gennaio del 1941, in attesa di riequipaggiarsi con i monoplani Aermacchi C.200 Saetta. 
Il 4 gennaio 1941, gli Hawker Hurricane Mk. I del No. 33 e del No. 274 Squadron pattugliavano l'area di battaglia durante l'avanzata britannica verso Tobruch in Cirenaica. Un pilota del No. 33 Squadron rivendicò un CR.42 su Bardia-Tobruk, l'ufficiale pilota S. Godden (V7558) del No. 274 Squadron ne rivendicò altri due ed il Flight Sergeant T. C. Morris anche lui del 274 Squadron ne rivendicò un quarto. L'aereo di Morris (V7293) è stato però colpito al radiatore e ha effettuato un atterraggio forzato. Anche il Flying Officer T. L. Patterson (P2643) è stato colpito e costretto ad atterrare forzatamente.
Queste azioni erano state eseguite contro i CR.42 di scorta ai Savoia-Marchetti S.M.79 del 10° e del 23º Gruppo. I piloti italiani tornarono riferendo di aver attaccato una grande formazione britannica e rivendicando due Hurricane ed un probabile Bristol Blenheim. Un Hurricane è stato rivendicato dal tenente colonnello Romagnoli e l'altro dal maresciallo Leonardo Ferrulli della 91ª Squadriglia. Il tenente Claudio Solaro, comandante della 70ª Squadriglia, tornò reclamando il probabile Blenheim.
Gli italiani persero tre velivoli, il Sottotenente Ennio Grifoni della 91ª Squadriglia fu abbattuto in fiamme, il Sottotenente Bruno Devoto atterrò forzatamente al T5 dell'Aeroporto di Tobruch ed il Tenente Gino Battaggion della 70ª Squadriglia fu ferito e fece un atterraggio forzato ad Ain el-Gazala.
Promosso tenente colonnello nel gennaio 1941, guidò il 10º Gruppo nelle brevi operazioni nell'ambito dell'Invasione della Jugoslavia effettuate nel mese di aprile. Il 10 giugno il reparto, assegnato all'Aeronautica della Sicilia, si posizionava inizialmente presso l'aeroporto di Comiso in attesa di iniziare le operazioni aeree contro l'isola di Malta. Le missioni iniziarono il 27 dello stesso mese dall'aeroporto di aeroporto di Catania-Fontanarossa, con una missione di scorta a un Savoia-Marchetti S.M.79 impegnato in missione di ricognizione fotografica. I piloti del 10º Gruppo entrarono immediatamente in combattimento contro una formazione di caccia Hawker Hurricane Mk. I del No. 46 Squadron della Royal Air Force.
Il 17 luglio 1941, 49 MC.200 del 7º Gruppo, 10° e 16º Gruppo partirono a metà mattinata per scortare un CANT Z.1007bis da ricognizione su Malta. Durante il viaggio i caccia del 16º Gruppo si separarono e tornarono alla base, ma il resto della formazione raggiunse l'isola dove erano stati schierati otto Hurricane del No. 249 Squadron ed undici del No. 185 Squadron. L'aereo dello Squadron Leader Robert Barton (Hurricane Z3262) rivendicò un MC.200 abbattuto in fiamme, mentre l'ufficiale pilota P. G. Leggett ne rivendicò un secondo ed il Flying Officer C. C. H. Davis uno danneggiato. Due MC.200 del 10º Gruppo andarono infatti persi quando il Sergente Maggiore Enrico Botti (MC.200 MM6500) ed il Sergente Maggiore Natale Fiorito (MC.200 MM5217) furono abbattuti. In compenso i piloti del 10º Gruppo rivendicarono quattro Hurricane ed altri due probabili. Il Tenente Colonnello Romagnoli ed il Capitano Franco Lucchini rivendicarono ciascuno un Hurricane abbattuto ed il Sergente Maggiore Elio Miotto due. Il maresciallo Leonardo Ferrulli ed il sergente Luigi Contarini ne rivendicavano entrambi probabili. Un Hurricane è andato perso quando il 22enne sergente Maurice Guest (RAF n. 920596) del No. 249 Squadron nell'Hurricane Z2818 non è riuscito a tornare.
Il 4 settembre guidò in missione di caccia libera su Malta una formazione di 17 C.200 Saetta alla quota di 6.000 metri. Giunti sulla verticale di La Valletta, eseguirono una ricognizione a vista sul porto che aveva lo scopo di confermare l'affondamento notturno di un mercantile ad opera di uno Junkers Ju.87B Picchiatello del 101º Gruppo Autonomo Bombardamento a Tuffo pilotato dal sergente maggiore Valentino Zagnoli, avvenuto in prossimità di Kalafrana di Birzebbugia. Dato l'esito negativo della ricognizione gli aerei presero la rotta di rientro. In questa fase subirono l'attacco di 21 caccia Hurricane Mk. II dei No. 126 e No. 185 Squadron, in agguato ad una quota superiore di oltre 1.500 m. Al termine della furibonda battaglia aerea mancavano all'appello il suo velivolo e quello pilotato dal sottotenente Andrea Della Pasqua, appartenente alla 91ª Squadriglia. Gli inglesi, guidati ottimamente dai radar della Guida Caccia (GCI) di Malta, non lamentarono alcuna perdita. Visto lanciarsi con il paracadute, e nonostante le ricerche intraprese sia da parte inglese che da parte italiana, il suo corpo non venne mai recuperato. Sposato con Olga Marangoni, sorella del pilota Leopoldo ebbe una figlia, Maria Adelaide, che non fece in tempo a veder nascere.
Citato nel Bollettino di guerra n.458 del 5 settembre 1941, alla sua memoria venne concessa la Medaglia d'oro al valor militare. La figlia morirà bambina il 18 febbraio 1948, e sarà tumulata nell'edicola della famiglia Marangoni nel Cimitero Monumentale di Milano.

### Annotazioni
1. ↑  Il 50º Stormo, al comando del colonnello Alfredo Preceruti, era stato costituito il 1º giugno 1936 e comprendeva il 12º Gruppo (159ª, 160ª, 165ª Squadriglia) e il 16º Gruppo (167ª, 168ª e 169ª Squadriglia), dotati di velivoli Ansaldo AC.3, Caproni A.P.1, Breda Ba.65, Fiat C.R.20 e C.R.20 "Asso".
2. ↑  Costituita quello stesso mese sull'aeroporto di Talavera la Real.
3. ↑  Il 10º gruppo Caccia operò dalla base di Altura di Pola.
4. ↑  Decollati su allarme dagli aeroporti di TaKali e Hal Far.
5. ↑  Probabilmente abbattuto dall'unico Hurricane Mk.IIc presente allo scontro, armato con quattro cannoncini da 20 mm e pilotato dal Pilot Officer Lardner-Burke.
6. ↑  Che lanciatosi con il paracadute venne recuperato e fatto prigioniero dagli inglesi.
7. ↑  Nel pomeriggio decollò un idrovolante CANT Z.506B Alcione scortato da ben 30 C.200 Saetta al comando del tenente Franco Lucchini, di cui 10 appartenenti al 10º Gruppo, e 20 al 54º Stormo Caccia Terrestre.
8. ↑  Anch'egli decorato con Medaglia d'oro al valor militare alla memoria.
9. ↑  Fu sostituito al comando della 84ª Squadriglia dal capitano Luigi Monti.

### Fonti
1. ↑  Viola 2014, p. 28.
2. 1 2 3  Ufficio Storico Stato Maggiore dell'Aeronautica 1969, p. 249.
3. 1 2 3 4  Combattenti Liberazione.
4. 1 2 3  Lioy 1965, p. 41.
5. 1 2  Lioy 19565, p. 38.
6. ↑  Alegy 2005, p. 9.
7. ↑  Alegy 2005, p. 10.
8. 1 2  Garello 1997, p. 9.
9. 1 2  Garello 1997, p. 10.
10. ↑  Garello 1997, p. 15.
11. 1 2 3 4  Dunning 1988, p. 24.
12. 1 2 3  Dunning 1988, p. 25.
13. 1 2  Ufficio Storico Stato Maggiore dell'Aeronautica 1969, p. 33.
14. 1 2  Cattaneo 1997, p. 37.
15. 1 2  Cattaneo 1997, p. 38.
16. 1 2 3  Viola 2014, p. 34.
17. ↑  Becchetti, Gueli 2002, p. 35.
18. ↑  Viola 2014, p. 30.
19. ↑   Comune di Milano, app di ricerca defunti "Not 2 4get".